# Vollständiger Hausdorff-Raum
Vollständige Hausdorff-Räume sind in der Topologie und verwandten Gebieten der Mathematik solche topologische Räume, deren Punkte sich anhand ihrer Werte unter reellwertigen stetigen Funktionen unterscheiden lassen.

## Definition
Sei {\displaystyle X} ein topologischer Raum. Wir sagen, dass zwei Punkte {\displaystyle x} und {\displaystyle y} durch eine Funktion getrennt sind, falls eine stetige Funktion {\displaystyle f\colon X\rightarrow [0,1]} existiert, so dass {\displaystyle f(x)=0} und {\displaystyle f(y)=1} gilt.
{\displaystyle X} ist ein vollständiger Hausdorff-Raum, falls zwei verschiedene Punkte {\displaystyle x} und {\displaystyle y} immer durch eine Funktion getrennt sind. Man sagt auch, dass {\displaystyle X} vollständig {\displaystyle T_{2}} sei. Anders ausgedrückt: Die Menge aller stetigen {\displaystyle [0,1]}-wertigen Funktionen ist punktetrennend.

## Beziehungen zu den anderen Trennungsaxiomen
Jeder vollständige Hausdorff-Raum ist ein Urysohn-Raum und erfüllt somit unter anderem die Trennungsaxiome {\displaystyle T_{0}}, {\displaystyle T_{1}} und {\displaystyle T_{2}}.
Andererseits ist jeder Tychonoff-Raum ein vollständiger Hausdorff-Raum.
Weiter existieren dagegen Beispiele, die zeigen, dass weder jeder vollständige Hausdorff-Raum ein regulärer Hausdorff-Raum ist, noch dass jeder reguläre Hausdorff-Raum ein vollständiger Hausdorff-Raum ist.

## Beispiele
Die euklidische Topologie auf {\displaystyle \mathbb {R} ^{n}} definiert einen vollständigen Hausdorff-Raum.
Wir definieren auf {\displaystyle \mathbb {R} } die Topologie, die durch die Vereinigung der Betragstopologie mit der Topologie, deren offenen Mengen die Mengen der Form {\displaystyle U\setminus A} mit einer in der Betragstopologie offenen Menge {\displaystyle U} und einer abzählbaren Menge {\displaystyle A} erzeugt wird. Als eine Erweiterung der Betragstopologie ist diese Topologie vollständig hausdorffsch. Sie ist aber nicht regulär und somit erhalten wir auch keinen Tychonoff-Raum.

## Beziehung zur Stone-Čech-Kompaktifizierung
Die kanonische Abbildung eines topologischen Raumes {\displaystyle X} in seine Stone-Čech-Kompaktifizierung ist genau dann injektiv, wenn {\displaystyle X} vollständig hausdorffsch ist.